# Les Heures précieuses
Les Heures précieuses est un film québécois réalisé en 1989 par Marie Laberge et Mireille Goulet

## Synopsis
Le film raconte les derniers jours de vie de certains résidents d´une maison de soins palliatifs.

## Fiche technique
- Titre : Les Heures précieuses
- Réalisatrices : Marie Laberge et Mireille Goulet
- Scénario : Marie Laberge
- Production : Aimée Danis et Danièle Bussy pour Les Productions du Verseau
- Pays d'origine : Canada
- Durée : 90 minutes

## Acteurs
- Paule Baillargeon : Geneviève Blais
- Micheline Bernard : Madeleine Mercier
- Raymond Bouchard : Maurice
- Martin Drainville : Philippe Blais
- Denise Gagnon : Estelle
- Denis Bernard : René St-Laurent
- Dorothée Berryman : Docteure Boisvert
- Germain Houde : Émile
- Linda Sorgini : Monique
- Kim Yaroshevskaya : Madame Doyon